# Ezio Frigerio
Pour les articles homonymes, voir Frigerio.
Ezio Frigerio est un chef décorateur, un scénographe et un costumier italien né le 16 juillet 1930 à Erba (Lombardie) et mort le 2 février 2022 à Lecco.

## Biographie
Après des études d'architecture et de peinture à l'école polytechnique de Milan et à l'Académie des Beaux Arts, la carrière d’Ezio Frigerio, nait de la rencontre avec le réalisateur Giorgio Strehler qui marque le début d’une longue et intense collaboration au Piccolo Teatro di Milano à partir de 1954 et qui durera toute une vie jusqu'à la mort du grand Maestro. Avec lui, il signera comme décorateur des célèbres spectacles du Piccolo Teatro de Milan: Les géants de la montagne de Pirandello, Roi Lear de Shakespeare, L'Opéra de quat’sous de Brecht, etc. 
Il a été l'assistant du décorateur de cinéma Mario Chiari. 
Le Teatro alla Scala de Milan voudra leur présence pour une série de productions: Falstaff de Verdi, Lohengrin de Wagner, Don Giovanni de Mozart. La présence du scénographe dans le grand théâtre milanais durera de nombreuses années avec plus de vingt représentations d'opéras et de ballets.
Au cours de cette période, il concevra les mises en scène de Arlequin valet de deux maîtres pour le Piccolo Teatro de Milan, qui portera le drapeau du théâtre italien dans le monde.
La vie du scénographe connaîtra un tournant fondamental lorsque Rolf Liebermann l'appelle avec Strehler à ouvrir la saison du Théâtre de l'Opéra Garnier renouvelé à Paris avec Le nozze di figaro de Mozart, qui fera ses débuts à L’Opéra royal du Château de Versailles, en présence du Président de la République, Georges Pompidou, inoubliable succès. 
Les recherches scéniques de Frigerio passent par un rejet du décor peint, avec une approche renouvelée de l’espace, l’introduction d’éléments mobiles, tels que piliers et coulisses, qui évoluent différemment suivant le déroulement de l’action dramatique. 
Ainsi commence la carrière française de Frigerio, avec son épouse, Franca Squarciapino, à Paris où ils vivront et travailleront longtemps au Théâtre de l'Opéra Garnier.
Il signera de nombreux spectacles d’opéra et de ballet, parmi lesquels La Belle au bois dormant, Lac des cygnes, Romeo et Juliette, etc., toujours avec son grand ami Rudolf Noureev. Notamment La Bayadère qui deviendra célèbre dans le monde entier.
Il a dessiné la tombe de Rudolf Noureev au cimetière de Sainte-Geneviève-des-Bois et la scénographie d’une exposition rétrospective dediée au grand danseur au Centre national du costume de scène.
Pour ce qui concerne le théâtre de prose, au Théâtre de l'Odéon, il créera les décors de La Villégiature de Goldoni et de L'Illusion comique de Corneille, à nouveau dirigés par Strehler.
Il sera invité par Roland Petit à collaborer avec le Ballet de Marseille dans plusieurs  spectacles, parmi lesquels Coppélia, toujours représenté dans les plus grands théâtres du monde, suivra Nana sur la musique de Marius Constant à l'Opéra de Paris.
Amitié fondamentale dans la carrière de Ezio Frigerio, celle de Roger Planchon. De leur collaboration naîtront les spectacles, au T.N.P de Villeurbanne, tels que No man's land de Pinter, Athalie de Racine, Don Juan et George Dandin de Molière, etc.
En 1986, Émile Biasini, directeur du nouveau Louvre, annonce que Ezio Frigerio aura l'honneur de représenter, dans le grand musée renouvelé, L'art de la scénographie du XXe siècle. Ce projet a été abandonné à la suite d'une grave maladie qui a frappé le maitre et qui a duré deux longues années. La non-exécution de ce projet est la plus grande douleur de sa vie d'artiste.
Sous la présidence de François Mitterrand, il recevra la Légion d'Honneur par le ministre de la Culture, Jack Lang.
Ezio Frigerio a créé plus de 500 décors dans tous les plus grands théâtres du monde. 
L'activité cinématographique :
Ezio Frigerio n'a jamais été particulièrement attiré par le monde du cinéma. Il a cependant signé des décors importants: Hier, aujourd'hui, demain de Vittorio De Sica qui a reçu un Oscar du cinéma, pour le film 1900 de Bernardo Bertolucci, pour Cyrano de Bergerac de Jean-Paul Rappeneau, qui obtiendra le César du cinéma, le Prix européen de la critique et une nomination aux Oscars.
Ezio Frigerio a dénoncé, au printemps 2020, un système opaque de gestion des contrats artistiques passés avec l'opéra d'Astana Kazakhstan et avec le Teatro Regio (Turin).
Il meurt le 2 février 2022 à l'âge de 91 ans à l'hôpital de Leccodans sa ville natale.

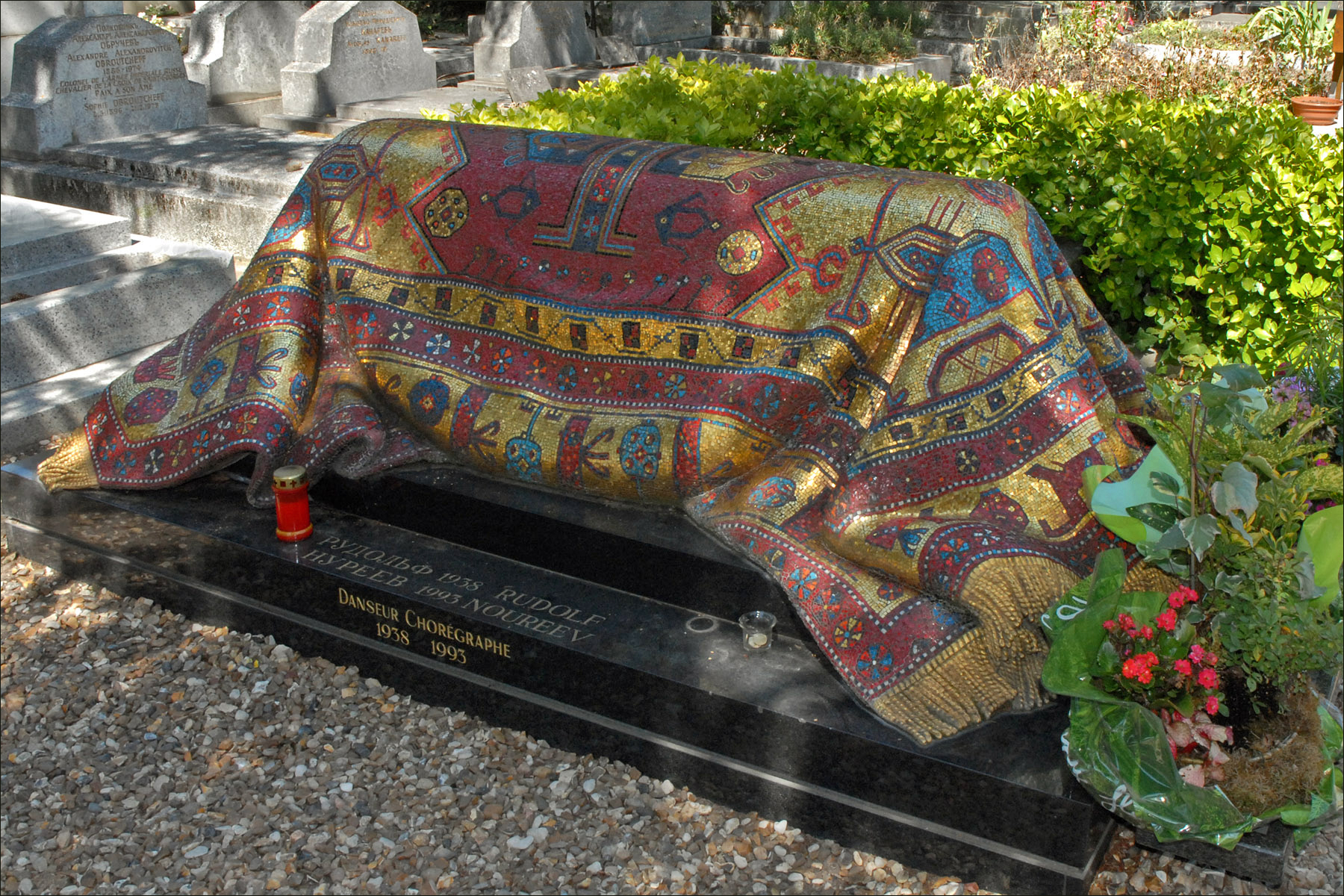
La tombe de Rudolf Noureev, dessinée par Ezio Frigerio

## Théâtre (sélection)
- 1992 : La Bayadère de Léon Minkus, chorégraphie de Rudolf Noureev
- 1994 : L'Île des esclavesde Marivaux, mise en scène de Giorgio Strehler
- 1995 : Occupe-toi d'Amélie de Georges Feydeau, mise en scène de Roger Planchon
- 1996 : Coppélia de Léo Delibes, chorégraphie de Roland Petit
- 1997 : La Belle au bois dormant de Piotr Ilitch Tchaïkovski, chorégraphie de Rudolf Noureev
- 1997 : Les Noces de Figaro de Wolfgang Amadeus Mozart, mise en scène de Giorgio Strehler
- 1998 : Lucia di Lammermoor de Gaetano Donizetti, mise en scène de Nicolas Joël
- 1999 : Faust de Charles Gounod, mise en scène de Nicolas Joël
- 2005 : Célébration d'Harold Pinter, mise en scène de Roger Planchon
- 2009 : Carmen de Georges Bizet, mise en scène de Nicolas Joël
- 2010 : La Dame du lac de Gioachino Rossini, mise en scène de Lluís Pasqual
- 2013 : Don Carlos de Giuseppe Verdi, mise en scène de Nicolas Joël

## Filmographie (sélection)
- 1961 : Le Meilleur Ennemi (The Best of Enemies) de Guy Hamilton
- 1962 : Les Séquestrés d'Altona (I sequestrati di Altona) de Vittorio De Sica
- 1963 : Hier, aujourd'hui et demain (Ieri, oggi, domani) de Vittorio De Sica
- 1966 : Mademoiselle de Maupin (Madamigella di Maupin) de Mauro Bolognini
- 1976 : 1900 (Novecento) de Bernardo Bertolucci
- 1990 : Cyrano de Bergerac de Jean-Paul Rappeneau
- 1993 : Louis, enfant roi de Roger Planchon
- 1995 : Le Hussard sur le toit de Jean-Paul Rappeneau
- 1996 : Le Roi des aulnes de Volker Schlöndorff

## Distinctions

### Récompenses
- Prix du syndicat de la critique 1987 : meilleur créateur d'élément scénique pour Georges Dandin, L'Avare, L'Opéra de quat'sous et La Grande magie
- César 1991 : César des meilleurs décors pour Cyrano de Bergerac
- En 2018, le ministère de la culture espagnol lui décerne la médaille d'or du mérite des beaux-arts[8].

### Nominations
- Oscars 1991 : Oscar des meilleurs décors pour Cyrano de Bergerac
- BAFTA 1992 : British Academy Film Award des meilleurs décors pour Cyrano de Bergerac
- César 1996 : César des meilleurs décors pour Le Hussard sur le toit